# 克林頓 (緬因州普查規定居民點)
克林頓（英語：Clinton）是位於美國緬因州肯納貝克縣的一個普查規定居民點。

## 人口
根據2020年美國人口普查的數據，克林頓的面積為23.74平方千米，當中陸地面積為22.94平方千米，而水域面積為0.80平方千米。當地共有人口1386人，而人口密度為每平方千米58.38人。